# Теневой кабинет
Теневой кабинет (англ. Shadow cabinet) — «правительство в ожидании», созданное, чтобы при определённых условиях ему были переданы полномочия реального правительства. Обычно формируется партией официальной оппозиции.
В парламентских государствах оппозиционные партии создают внутри партии (часто путём партийных выборов) теневое правительство, где партийные лидеры заранее распределяют министерские портфели и должности в ожидании прихода партии к власти. Такие кабинеты могут иметь официальный статус, а их члены — получать надбавку к депутатской заработной плате. Особенно часто этот термин применяется к государствам Вестминстерской системы, прежде всего — к британскому Теневому кабинету официальной оппозиции.
Обычно член теневого кабинета зовётся теневым министром (англ. Shadow Minister), однако в Канаде употребляется другое название — критик оппозиции (англ. Opposition Critic). Кроме того, в Канаде теневые кабинеты имеют ещё одну особенность — их формирует не только партия официальной оппозиции, но и другие крупные парламентские партии. Например, в 42-м Парламенте Канады теневые кабинеты были сформированы Консервативной партией (официальная оппозиция), Новой демократической партией, а также и Квебекским блоком.
Разного рода партизанские движения часто имеют внутри себя структуры, эквивалентные текущему правительству на территории действия, созданные с целью упростить переходный период в случае успешного свержения текущего правительства. Также этот термин употребляется в широком смысле применительно к партизанскому движению, контролирующему существенную часть территории страны, осуществляя на ней функции правительства.
В развитых странах существуют специальные законы и государственные структуры, созданные на случай бедствий столь серьёзных, что могут нарушить работу правительства, см. например наследование президентских полномочий в США.